# 拉什卡 (塞爾維亞)

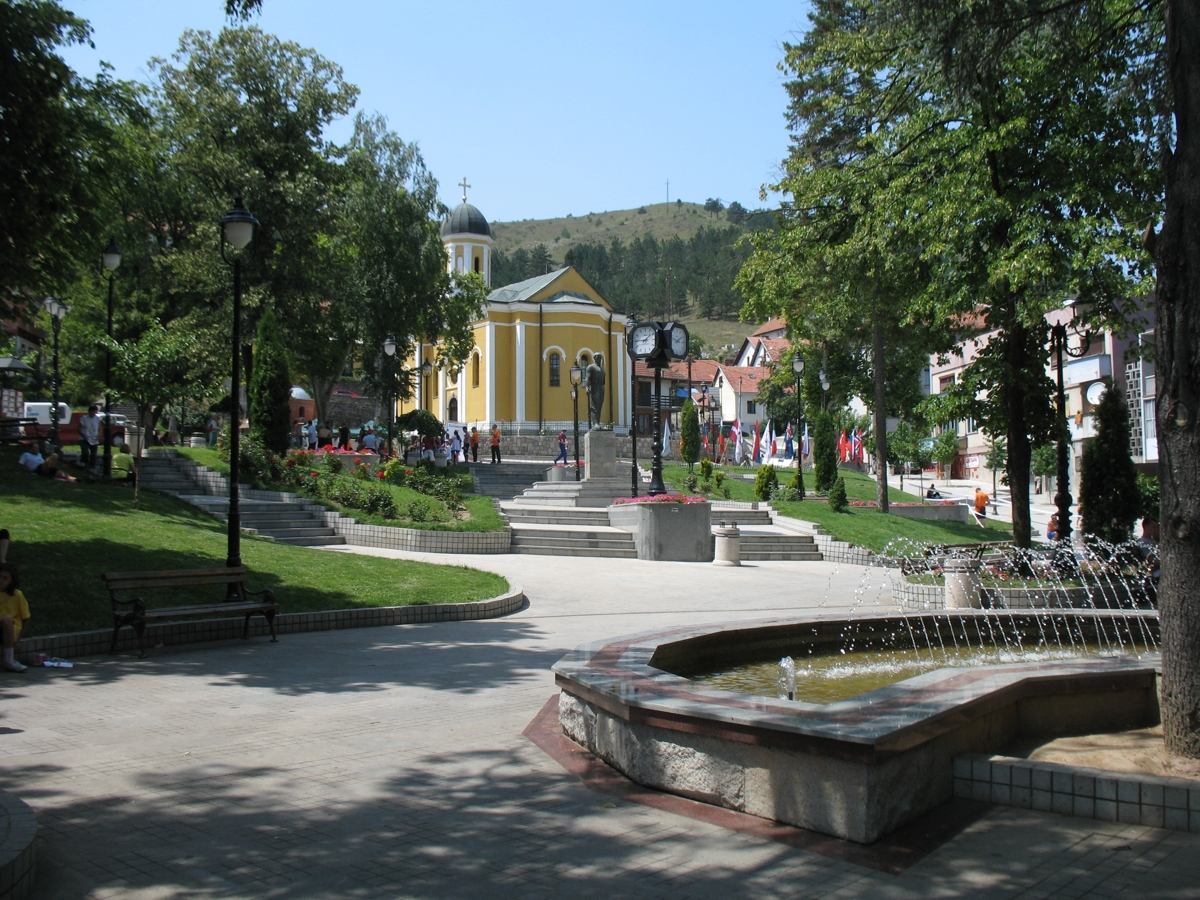

拉什卡是塞爾維亞的城鎮，由拉什卡州負責管轄，位於該國西南部，面積670平方公里，海拔高度497米，受溫帶大陸性氣候影響，每年平均降雨量761毫米，2011年人口6,574。

## 外部連結
- Official Raška municipality web site （页面存档备份，存于）